# Augustin Theiner
Augustin Theiner (Breslau, 1804. április 11. – Civitavecchia, 1874. augusztus 8.) német történetíró és teológus. A Magyar Tudományos Akadémia tiszteletbeli tagja (1858).

## Élete, munkássága
Apja cipész volt. A breslaui Saint-Mathias gimnáziumba járt, majd ugyancsak szülővárosában teológiát tanult. 1828-ban Anthony nevű testvérével együtt Einfuhrung der erzwungenen Ehelosigkeit bei den Geistlichen címmel írt munkát. Testvére tanácsára otthagyta a teológiát és a jog felé fordult, amelyet Breslauban és Halléban tanult. Utóbbi helyen szerzett diplomát 1829-ben. Egy porosz állami ösztöndíjnak köszönhetően Belgiumban, Nagy-Britanniában és Franciaországban kutatta a kánonjog forrásait.
Ezután véglegesen Rómában telepedett meg, ahol Karl August von Reisach bíboros, a Népek Evangelizációjának Kongregációja elnöke hatása alá került.
1835-ben megírta a Geschichte der geistlichen Bildungsanstalten című művét, a következő évben pedig Disquisitiones criticae című munkáját a kánonjog forrásairól. Pappá szentelték és belépett az oratoriánusokhoz.
A következő években több munkát írt: 
- Die neuesten Zustände der kath. Kirche in Polen und Russland (1841),
- Die Rückkehr der regierenden Hauser Braunschweig und Sachsen zur kath. Kirche (1843),
- Zustände der kath. Kirche in Schlesien 1740-58 (1846) et Kardinal Frankenberg (1850).

IX. Piusz, aki 1850-ben kinevezte őt a Vatikáni Apostoli Könyvtárba, megbízta, hogy írja meg XIV. Kelemen pápaságának történetét, amely 1853-ban német nyelven, majd két évvel később olasz nyelven is megjelent. Ebben a munkájában szembehelyezkedett a jezsuitákkal, jóllehet egészen 1844-ig jó kapcsolatot ápolt velük, majd munkáját betiltották a Pápai Államban.
1855-ben IX. Piusz kinevezte a Vatikáni Titkos Levéltár prefektusának. A levéltár iratanyagából számos forrásközlést adott közre: Die Fortsetzung der Annalen des Baronius (3 vol., 1856), Vetera monumenta Hungariae (2 vol., 1859-60), Poloniae et Lithuaniae (4 vol., 1860-64), Slavorum meridionalium (2 vol., 1863), Hibernorum et Scotorum (1864), Codex dominii temporalis Apostolicae Sedis (3 vol., 1861-62) et Monumenta spectantia ad unionem ecclesiarum Graecae et Romanae (1872). Magyar szempontból különösen értékes a Vetera monumenta Hungariae c. kiadvány.
Az első vatikáni zsinat alkalmával a pápai tévedhetetlenség dogmájának ellenzőivel hozták kapcsolatba. Miután közölte velük a zsinat munkaterveit, amelyeket titokban kellett volna tartani, elbocsátották tisztségeiből.
Élete végéről szóló beszámolók eltérnek egymástól: az ókatolikus Johan Friedrich szerint a pápai tévedhetetlenségre vonatkozó elképzeléseit fenntartotta, míg Hermann Stainlein ennek ellenkezőjét vallotta.
Az Acta genuina Concilii Tridentini című munkáját 1874-ben, halála után publikálták. A római Teuton-temetőben helyezték örök nyugalomra.

## Fordítás
- Ez a szócikk részben vagy egészben  az   Augustin Theiner című francia Wikipédia-szócikk ezen változatának fordításán alapul.  Az eredeti cikk szerkesztőit annak laptörténete sorolja fel. Ez a jelzés csupán a megfogalmazás eredetét és a szerzői jogokat jelzi, nem szolgál a cikkben szereplő információk forrásmegjelöléseként.